# Municipio de McMillan (condado de Ontonagon)
El municipio de McMillan (en inglés: McMillan Township) es un municipio ubicado en el condado de Ontonagon en el estado estadounidense de Míchigan. En el año 2010 tenía una población de 478 habitantes y una densidad poblacional de 2,62 personas por km².

## Geografía
El municipio de McMillan se encuentra ubicado en las coordenadas 46°29′31″N 89°18′29″O / 46.49194, -89.30806. Según la Oficina del Censo de los Estados Unidos, el municipio tiene una superficie total de 182.6 km², de la cual 182,41 km² corresponden a tierra firme y (0,11 %) 0,2 km² es agua.

## Demografía
Según el censo de 2010, había 478 personas residiendo en el municipio de McMillan. La densidad de población era de 2,62 hab./km². De los 478 habitantes, el municipio de McMillan estaba compuesto por el 96,23 % blancos, el 1,46 % eran amerindios, el 0,42 % eran asiáticos, el 0,21 % eran isleños del Pacífico y el 1,67 % eran de una mezcla de razas. Del total de la población el 0,63 % eran hispanos o latinos de cualquier raza.